# Burgruine Neufels (Neuenstein)
Die Burgruine Neufels ist die Ruine einer Spornburg auf einem breiten Sporn über der Kupfer am Rand von Neufels, einem heutigen Weiler der Stadt Neuenstein im Hohenlohekreis in Baden-Württemberg.
Die Burg wurde 1287 als Nuwenfels erwähnt und war Stammsitz der Herren von Neuenstein. Nachdem Anteile der Burg über Erbtöchter an andere Adelsfamilien gekommen war, wurde 1361 ein Burgfriedensvertrag geschlossen. Zwischen 1369 und 1378 kaufte Mainz Teile der Burg von den Ganerben, die zum Teil Mitglieder des Schleglerbundes waren. 1395 schlug ein Feldzug des Grafen Eberhard des Milden von Württemberg gegen Neufels fehl. Die Burg wurde 1441 wegen der Teilnahme einzelner Ganerben an einem Überfall 1439 auf Haller Kaufleute von den Hallern belagert und zerstört, ihr Burggraben verfüllt, der Bergfried unterminiert und umgestürzt.
Die Burgruine zeigt noch Teile der Ringmauer und den Bergfriedstumpf mit einem Durchmesser von 6,5 Metern.